# 中国人民解放军陆军摩托化步兵第二〇五旅
摩托化步兵第二〇五旅（英語：205th Motorized Rifle Brigade），是中国人民解放军陆军曾经的一个摩托化步兵旅。

## 历史
该部前身是1938年11月组建的八路军129师抗日先遣纵队，1940年5月与筑先纵队合编为新8旅，1942年5月与冀南军区3分区合并。1945年10月，整编为晋冀鲁豫野战军第2纵队第4旅，1948年5月改称中原野战军第2纵队4旅。后为解放军第十军第二十八师，二〇五师。1998年缩编为摩步旅，2003年被裁撤。

## 沿革
参考资料：
| 部隊番號                       | 使用時期              |
| ------------------------------ | --------------------- |
| 八路军第一二九师抗日先遣纵队   | 1938年11月-1940年5月  |
| 八路军第一二九师新八旅         | 1940年5月-1942年5月   |
| 八路军冀南军区第三军分区       | 1942年5月-1945年10月  |
| 晋冀鲁豫野战军第四旅           | 1945年10月-1948年5月  |
| 中原野战军第四旅               | 1948年5月-1949年3月   |
| 中国人民解放军第十军第二十八师 | 1949年3月-1954年4月   |
| 步兵第二十八师                 | 1954年4月-1960年1月   |
| 陆军第二十八师                 | 1960年1月-1969年11月  |
| 陆军第二〇五师                 | 1969年11月-1985年11月 |
| 摩托化步兵第二〇五师           | 1985年11月-1998年10月 |
| 摩托化步兵第二〇五旅           | 1998年10月-2003年11月 |